# 14e cérémonie des Art Directors Guild Awards
La 14e cérémonie des Art Directors Guild Awards (ADG Awards), organisée par l'Art Directors Guild, s'est déroulé le 13 février 2010 et a récompensé les meilleurs chef décorateur de l'année 2010.

## Palmarès

### Films

#### Film d'époque
- Sherlock Holmes – Sarah Greenwood
  - A Serious Man – Jess Gonchor (en)
  - Inglourious Basterds – David Wasco
  - Julie et Julia (Julie and Julia) – Mark Ricker
  - Public Enemies – Nathan Crowley

#### Film de fantasy, fantastique ou science-fiction
- Avatar – Rick Carter et Robert Stromberg
  - District 9 – Philip Ivey
  - Harry Potter et le Prince de sang-mêlé (Harry Potter and the Half-Blood Prince) – Stuart Craig
  - Star Trek – Scott Chambliss
  - Max et les Maximonstres (Where The Wild Things Are) – K.K. Barrett

#### Meilleurs décors dans un film contemporain
- Démineurs (The Hurt Locker) – Karl Júlíusson
  - Anges et Démons (Angels & Demons) – Allan Cameron
  - Very Bad Trip (The Hangover) – Bill Brzeski
  - Lovely Bones (The Lovely Bones) – Jules Cook, George DeTitta Jr., Meg Everist, Leo Holder, Marion Kolsby, Jeffrey D. McDonald, Naomi Shohan, Chris Shriver, Troy Stephens et Nell Stifel
  - In the Air (Up in the Air) – Steve Saklad

### Télévision

#### One-Hour Single Camera Television Series
- Mad Men – Dan Bishop (Épisode: Souvenir)
  - Glee – Mark Hutman (Épisode: Pilot)
  - Pushing Daisies – Michael Wylie (Épisode: Kerplunk)
  - True Blood – Suzuki Ingerslev (Épisode: Never Let Me Go)
  - Ugly Betty – Mark Worthington (Épisode: There's No Place Like Mode)

#### Television Movie or Mini-Series
- Grey Gardens – Dan Bishop
  - Ben 10: Alien Swarm – Yuda Acco
  - Le Prisonnier (The Prisoner) – Michael Pickwoad

### Spéciales

#### Outstanding Contribution to Cinematic Imagery
- Warren Beatty

#### Lifetime Achievement Award
- Terence Marsh

#### Hall of Fame Inductees
- Malcolm F. Brown[2] (1903–1967)
- Bob Keene (1947–2003)
- Ferdinando Scarfiotti (1941–1994)

#### Creative Leadersdip Award
- Michael Baugh